# Коритненська сільська рада (Білогірський район)
50°6′59″ пн. ш. 26°30′25″ сх. д. / 50.11639° пн. ш. 26.50694° сх. д.

Коритненська сільська́ ра́да — колишній орган місцевого самоврядування, територія якої відносилась до складу ліквідованого Білогірського району Хмельницької області, Україна. Центром сільради є село Коритне. Рада утворена у 1989 році. У 2020 році приєднана до складу Білогірської селищної громади.

## Основні дані
Сільська рада розташована у північно-східній частині Білогірського району, на північний схід від районного центру Білогір'я, на лівобережжі річки Горинь.
Населення сільської ради становить — 560 осіб (2001). Загальна площа населених пунктів — 2,16 км², сільської ради, в цілому — 19,40 км². Середня щільність населення — 28,87 осіб/км².

### Населення
Зміна чисельності населення за даними переписів і щорічних оцінок:
| Роки      | 1984  | 2001 | 2010 | 2011 |
| --------- | ----- | ---- | ---- | ---- |
| Населення | 1 700 | ▼560 | ▼456 | ▼443 |

## Адміністративний поділ
Коритненській сільській раді підпорядковуються 2 населених пункти, села:
- Коритне
- Ювківці

## Господарська діяльність
Основним видом господарської діяльності населених пунктів сільської ради є сільськогосподарське виробництво. Воно складається із фермерських (одноосібних) та індивідуальних присадибних селянських господарств. Основним видом сільськогосподарської діяльності є вирощування зернових та технічних культур; допоміжним — вирощування овочевих культур та виробництво м'ясо-молочної продукції.
На території сільради працює три магазини, загально-освітня школа I–II ст., дитячий садок, Ювковецький та Коритненський сільські клуби, Коритненське поштове відділення, АТС, фельдшерсько-акушерський пункт (ФАП), водогін — 4,4 км.

## Автошляхи та залізниці
Протяжність комунальних автомобільних шляхів становить 9,6 км, з них:
- із твердим покриттям — 7,0 км;
- із асфальтним покриттям — 0,5 км;
- із ґрунтовим покриттям — 2,6 км.

Найближча залізнична станція: Жижниківці (в селі Жижниківці), розташована на залізничній лінії Шепетівка-Подільська — Тернопіль.

## Річки
Територією сільської ради, із північного заходу на південний схід, протікає безіменна річка (16 км), ліва притока Горині (басейн Прип'яті).